# Iterbach
Iterbach är ett vattendrag i Belgien och Tyskland. Det ligger i den östra delen av Belgien, 130 km öster om huvudstaden Bryssel.
I omgivningarna runt Iterbach växer i huvudsak blandskog.